# In the Mood for Love
In the Mood for Love (花樣年華T, 花样年华S, Huāyàng niánhuáP; lett. "L'età della fioritura", conosciuto anche con il titolo originale cantonese Faa yeung nin wa) è un film del 2000 scritto, diretto e prodotto da Wong Kar-wai, ispirato al romanzo breve Un incontro (noto anche come Intersection) di Liu Yichang.
Doveva originariamente essere il capitolo di un film a episodi dedicato al cibo, ma durante la sua lavorazione l'idea originale si è evoluta progressivamente fino a prendere la durata di un lungometraggio a sé stante. La trama narra una storia d'amore universale, ma calata negli anni '60 durante il periodo della progressiva occidentalizzazione di Hong Kong e del crollo degli imperi coloniali, così da assumere una funzione metaforica rappresentando il cambiamento irreversibile causato dalle decisioni prese nella propria vita.
Secondo la rivista Sight and Sound, la pellicola è al quinto posto nella lista dei 100 film migliori di tutti i tempi.

## Trama
La storia si apre in una comunità di Shanghai in esilio a Hong Kong nel 1962. Chow, caporedattore di un giornale, e Su, segretaria di una compagnia di navigazione, si trasferiscono lo stesso giorno nello stesso palazzo in due appartamenti attigui. Ognuno ha un coniuge che lavora e spesso li lascia soli durante i turni di straordinario. La vita sociale nel palazzo è molto vivace e gli inquilini spesso si ritrovano tutti insieme a mangiare e giocare a Mah Jong con la signora Suen, amichevole ma invadente padrona di casa, tranne Chow e Su che si trovano spesso soli nelle loro stanze. Le loro vite si intersecano spesso nelle situazioni quotidiane, in particolare quando scendono al mercato di strada a comprare da mangiare, a volte incrociandosi senza vedersi.
Chow e Su iniziano a sospettare che i loro rispettivi coniugi abbiano una relazione clandestina quando si accorgono di aver ricevuto da loro gli stessi regali che loro si erano fatti a vicenda, quasi fossero stati comprati doppi. Si chiedono per quale motivo sia iniziato il loro rapporto e come si svolga.
Chow presto invita Su ad aiutarlo a scrivere un serial di arti marziali per il suo giornale, ma i loro vicini iniziano a notare le assenze prolungate di Su dal suo appartamento, e nel contesto socialmente conservatore della Hong Kong anni '60 quest'amicizia viene vista in malo modo. Chow allora affitta una stanza d'albergo lontano dall'appartamento, dove lui e Su possono lavorare insieme senza attirare l'attenzione. La relazione tra Chow e Su è del tutto platonica, in quanto ritengono che se consumassero si degraderebbero moralmente allo stesso livello dei loro coniugi fedifraghi. Col passare del tempo, tuttavia, riconoscono di aver sviluppato sentimenti reciproci. Chow decide di lasciare Hong Kong per un lavoro a Singapore e chiede a Su di andare con lui: Chow la aspetta a lungo nella camera d'albergo, ma se ne va proprio mentre Su corre giù per le scale del suo appartamento, arrivando infine nella stanza d'albergo ormai vuota, troppo tardi per unirsi a Chow.
L'anno successivo, Su va a Singapore e visita l'appartamento di Chow, ma non lo trova. Chiama Chow, che sta lavorando per un giornale di Singapore, ma rimane in silenzio quando Chow risponde. Più tardi, Chow si rende conto che lei ha visitato il suo appartamento dopo aver visto un mozzicone di sigaretta macchiato di rossetto nel suo posacenere. Mentre cena con un amico, Chow racconta che nei tempi antichi una persona che aveva un segreto che non poteva essere confessato andava in cima a una montagna, faceva un buco nel tronco di un albero, sussurrava il segreto in quel vuoto e poi lo sigillava con del fango.
Tre anni dopo, Su fa visita alla sua ex padrona di casa, la signora Suen. La signora Suen sta per emigrare negli Stati Uniti d'America e Su chiede se l'appartamento è disponibile per l'affitto. Qualche tempo dopo, Chow torna a visitare i suoi vecchi proprietari, i Koo, ma scopre che sono emigrati nelle Filippine. Chiede della famiglia Suen della porta accanto e il nuovo proprietario gli dice che una donna e suo figlio ora vivono lì. Se ne va senza rendersi conto che la signora che vive lì è Su.
Il film termina a Siem Reap, in Cambogia, dove Chow visita Angkor Wat. Nel sito di un monastero in rovina, sussurra per qualche tempo in una cavità in un muro e poi la sigilla con della terra.

## Produzione

### La trilogia originaria
Il progetto originario, intitolato Tre storie di cibo, consisteva nel «filmare tre storie che descrivessero il modo in cui il cibo influisce sulla vita della comunità cinese di Hong Kong e come innovazioni quali il bollitore per il riso, le tagliatelle istantanee e il fast food hanno cambiato la vita degli asiatici, sconvolgendo le loro relazioni sociali. [...] come il ruolo dell'uomo e della donna è cambiato a causa delle abitudini alimentari».
Un collegamento al film successivo della trilogia si ha nel numero della porta di una camera ripresa durante il film (la camera dove i due personaggi si incontrano): è 2046, in riferimento alle riprese del film successivo con lo stesso titolo.

### Sceneggiatura
Nonostante la trama molto articolata, il film non ha una vera e propria sceneggiatura, e molte scene furono improvvisate dagli attori sul canovaccio dato dal regista, esattamente come era successo nel precedente film Happy Together.
Le riprese, che si prolungarono per quindici mesi, vennero effettuate a Bangkok e in Cambogia per gli esterni e a Hong Kong per gli interni. Dietro la cinepresa si alternarono due direttori della fotografia: Christopher Doyle, che abbandonò il set a un terzo della lavorazione lasciando in eredità il suo gusto per i colori acidi, e Mark Lee, celebre per le collaborazioni con Hou Hsiao-hsien, che porta con sé la predilezione per le inquadrature dentro le inquadrature.
Al contrario delle precedenti opere del regista, In the Mood for Love non si avvale dell'uso della macchina a mano o di luci naturali, che danno allo spettatore l'impressione di essere parte del film, ma al contrario si fa ampio uso di tecniche di ripresa stranianti come carrellate, ralenti, frammenti racchiusi fra dissolvenze al nero e primissimi piani così ravvicinati da essere quasi astratti, il tutto con luci particolarmente innaturali. Come dichiarato dallo stesso regista, le inquadrature che esaltano linee architettoniche inusuali e la narrazione attraverso sottrazioni ed ellissi narrative rivelano l'ispirazione da Michelangelo Antonioni e da Robert Bresson.

### Montaggio
(Wong Kar-wai)
Il montaggio originale di circa due ore è stato ridotto a poco più di un'ora e mezzo: furono eliminate scene degli incontri all'hotel, alcune situazioni a Singapore, una sequenza ambientata nel 1972 e un finale alternativo nel tempio dove i due si vedevano casualmente per l'ultima volta. La scelta di eliminare progressivamente ogni passaggio, lasciando vuoti di memoria, rappresenta la vera anima del film. L'incanto di questo tempo ignoto dove tutto deve rimanere nascosto, sotterraneo, svanisce lentamente a ogni esitazione, a ogni parola non detta. Dapprima impotenti, congelati in un'intenzione amorosa che non si compie, stretti in corridoi claustrofobici, bagnati dalla pioggia, i corpi riprendono a vivere e a invecchiare anche se con un intimo, doloroso sentimento di perdita. Quel che si vuole sottrarre a questa fatale erosione, si affida a una vecchia leggenda, al sacro di un luogo indifferente al tempo: il tempio cambogiano a cui Chow consegna il suo segreto perché non sia mai scoperto da nessuno.

## Colonna sonora
La colonna sonora mescola influenze orientali ed occidentali, affidandosi in particolare alle canzoni di Nat King Cole, a un tema di valzer di Shigeru Umebayashi tratto dal film giapponese Yumeji di Seijun Suzuki del 1991, e a temi nuovi di Michael Galasso. La colonna sonora è stata distribuita in download digitale e CD a partire da venerdì 10 novembre 2000.

### Tracce
1. Shigeru Umebayashi – Yumeji's Theme – 2:29
2. Unknown Artist – Mo-wan's Dialogue – 0:09
3. Michael Galasso – Angkor Wat Theme I – 2:12
4. Michael Galasso – ITMFL I – 2:09
5. Nat King Cole – Aquellos Ojos Verdes – 2:12
6. Deng Bai Ying – Shuang Suang Yan – 2:53
7. Michael Galasso – ITMFL II – 1:03
8. Zhou Xuan – Radio Zhou Xuan Announcement / Hua Yang De Nian Hua – 3:18
9. Nat King Cole – Quizas, Quizas, Quizas (Perhaps, Perhaps, Perhaps) – 2:45
10. Rebecca Pan – Bengawan Solo – 2:51
11. Michael Galasso – ITMFL III – 1:32
12. Tan Xin Pei – Si Lang Tan Mu – 0:21
13. Zhang Yun Xian e Hou Li Jun – Shuang Ma Hui – 1:13
14. Michael Galasso – Blue – 5:44
15. Zheng Jun Mian e Li Hong – Hong Niang Hui Zhang Sheng – 1:58
16. Nat King Cole – Li-zhen's Dialogue / Te Quiero Dijiste (Magic Is The Moonlight) – 2:42
17. Michael Galasso – Angkor Wat Theme II – 2:05
18. Chiu Wai Ping – Yue Er Wan Wan Zhao Jiu Zhou – 3:10
19. Michael Galasso – Cassanova's Flute – 2:18
20. Shigeru Umebayashi – Yumeji's Theme / Li-zhen's Dialogue – 2:29
21. Michael Galasso – Angkor Wat Theme Finale – 2:44

## Distribuzione

### Data di uscita
Le date di uscita internazionali nel corso del 2000 sono state:
- 20 maggio in Francia al Festival di Cannes
- 12 settembre in Canada al Toronto Film Festival
- 26 settembre in Spagna al San Sebastián Film Festival (Deseando amar)
- 29 settembre ad Hong Kong (Faa yeung nin wa)
- 11 ottobre in Islanda al Reykjavik Film Festival
- 21 ottobre in Corea del Sud
- 27 ottobre in Gran Bretagna e in Italia
- 28 ottobre a Taiwan
- 30 ottobre in Giappone (Kayô nenka)
- 8 novembre in Belgio e in Francia (Les silences du désir)
- 30 novembre in Germania (In the Mood for Love - Der Klang der Liebe) e in Malaysia
- 29 dicembre in Portogallo (Disponível Para Amar)

### Edizioni home video
In Italia, l'edizione speciale in due DVD fu distribuita a partire dal 20 novembre 2001 dalla Eyescreen Home video: il disco 1 contiene il film, i trailer e un commento sulla colonna sonora, mentre il disco 2 contiene un'intervista a Wong Kar-wai, un dietro-le-quinte, scene inedite, e il finale alternativo lungo 34 minuti e suddiviso in quattro capitoli: Il segreto della camera 2046, Singapore, Gli anni '70 e Angkor Wat, tutti con il commento del regista. L'edizione a un DVD singolo venne distribuita in Italia dall'etichetta LuckyRed e Medusa DVD.

## Accoglienza

### Incassi
Complessivamente, In the Mood for Love ha incassato 2 738 980 dollari negli Stati Uniti e 10 115 973 dollari nel resto del mondo, per un totale di 12 854 953 dollari.

### Critica
L'aggregatore di recensioni Rotten Tomatoes riporta che il 91% di 138 critici campionati ha dato le recensioni positive di film, che ha ottenuto una media di voto di 7,9 su 10. Il consenso della critica presente sul sito riporta: «questa storia d'amore sobria, con buone interpretazioni dei suoi protagonisti, è sia visivamente bella che emotivamente commovente». Su Metacritic, la pellicola riporta un punteggio di 85 su 100, basato su 28 recensioni.
(Lietta Tornabuoni,La Stampa, 23 maggio 2001)
(Piera Detassis, Panorama, 24 agosto 2000)
(Maurizio Porro, Il Corriere della Sera, 28 ottobre 2000)
(2 Febbraio 2001, ´In the Mood for Love´: A Desire Soaked in Pain, Confusion and Great Need, The New York Times)

## Riconoscimenti
L'autorevole rivista del British Film Institute Sight & Sound l'ha inserito tra i trenta film chiave del primo decennio del XXI secolo.
Nel 2016, il canale audio-televisivo britannico BBC ha compiuto un sondaggio tra 177 critici cinematografici da 36 paesi. Lo scopo è stato quello di individuare il più grande film del 21º secolo (tra quelli distribuiti in sala tra il 2000 e il 2015). Il film In the Mood for Love si è guadagnato il secondo posto in classifica, dopo Mulholland Drive (al primo posto) e prima de Il petroliere (al terzo posto).
- 2000 – Festival di Cannes
  - Miglior attore a Tony Leung Chiu-Wai
  - Grand Prix tecnico a Christopher Doyle, Mark Lee Ping Bin, William Chang
  - Candidato per la Palma d'oro
- 2000 – Asia-Pacific Film Festival
  - Miglior fotografia a Christopher Doyle, Mark Lee Ping Bin
  - Miglior montaggio a William Chang
- 2001 – Hong Kong Film Awards
  - Miglior attore a Tony Leung Chiu-Wai
  - Miglior attrice a Maggie Cheung
  - Migliore direzione artistica a William Chang
  - Migliori costumi e trucco a William Chang
  - Migliore montaggio William Chang
  - Candidato a miglior film
  - Candidato a miglior regia a Wong Kar-wai
  - Candidato a miglior attrice non protagonista a Poon Dick-wah
  - Candidato a miglior sceneggiatura a Wong Kar-wai
  - Candidato a miglior fotografia a Christopher Doyle, Lee Pin-bing
  - Candidato a miglior colonna sonora a Michael Galasso
- 2001 – Hong Kong Film Critics Society Awards
  - Miglior regia a Wong Kar-wai
- 2001 – BAFTA Awards
  - Candidato a miglior film in lingua straniera
- 2001 – German Film Awards
  - Lola al miglior film straniero
- 2001 – Australian Film Institute Awards
  - Candidato a miglior film in lingua straniera